# Tre Valli Varesine 1991
La Tre Valli Varesine 1991, settantunesima edizione della corsa, si svolse il 12 agosto 1991 su un percorso di 209,2 km. La vittoria fu appannaggio dell'italiano Guido Bontempi, che completò il percorso in 5h35'28", precedendo lo svizzero Pascal Richard e il francese Gérard Rué.
Sul traguardo di Varese 35 ciclisti portarono a termine la competizione.

## Ordine d'arrivo (Top 10)
| Pos. | Corridore            | Squadra                | Tempo    |
| ---- | -------------------- | ---------------------- | -------- |
| 1    | Guido Bontempi       | Carrera Jeans          | 5h35'28" |
| 2    | Pascal Richard       | Helvetia               | s.t.     |
| 3    | Gérard Rué           | Helvetia               | a 1'30"  |
| 4    | Claudio Chiappucci   | Carrera Jeans          | a 1'34"  |
| 5    | Stefano Colagè       | ZG Mobili-Selle Italia | s.t.     |
| 6    | Marco Giovannetti    | Gatorade-Château d'Ax  | s.t.     |
| 7    | Volodymyr Pulnikov   | Carrera Jeans          | a 1'38"  |
| 8    | Alessandro Giannelli | Carrera Jeans          | s.t.     |
| 9    | Flavio Giupponi      | Carrera Jeans          | a 2'32"  |
| 10   | Roberto Gusmeroli    | Gatorade-Château d'Ax  | s.t.     |